# 亚历山大大学

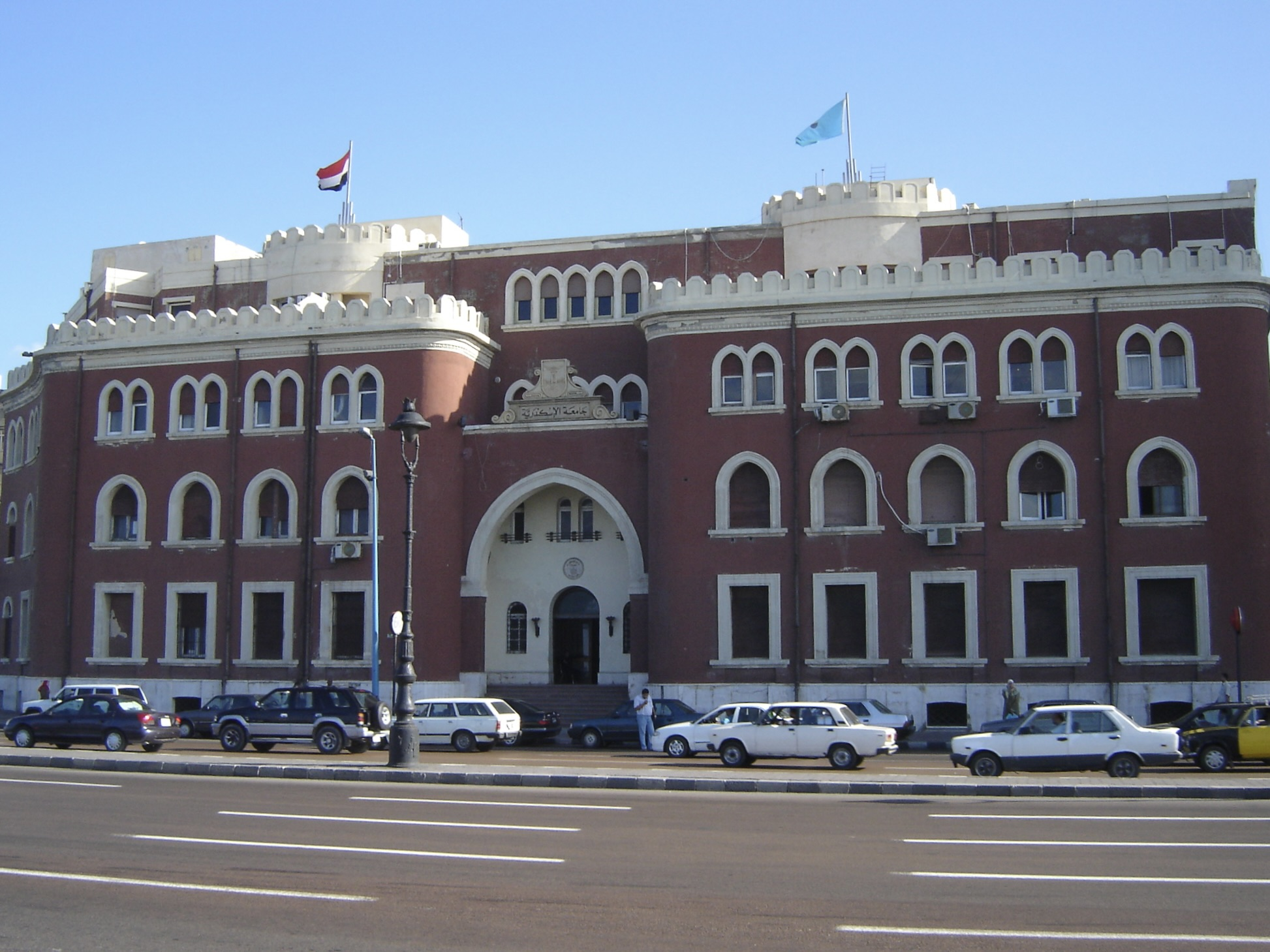
大學行政辦公樓

亚历山大大学（阿拉伯语：‎），是埃及历史悠久的非宗教大学之二。始建于1938年時的法鲁克王朝，當時是法魯克大學（即後來的開羅大學）的一部份，1942年獨立。1952年因埃及七月革命爆發，法魯克王朝被推翻而改名。

## 亚历山大大学院系和研究机构
- 医学院（1942年）
- 工程学院（1941年）
- 理学院（1942年）
- 商学院（1942年）
- 幼稚园系
- 法律系（1938年）
- 美术学院（1938年）
- 药学院
- 农学院（1942年）
- 农学部
- 口腔医学院
- 兽医学院
- 教育学院
- 旅游及酒店业学院
- 护理学院
- 艺术学院
- 男子体育教育学院
- 女子体育教育学院
- 特殊教育学院
- 高等教育学院
- 亚历山大大学（达曼胡尔）工商学院

### 研究所
- 医学研究所
- 高等教育研究所
- 公共卫生研究所

## 著名校友
- 艾哈迈德·泽维尔أحمد زويل（理学院- 1967年） -1999年诺贝尔化学奖得主，埃及裔科学家。[1]
- 马哈茂德·阿卜杜勒-阿齐兹محمود عبد العزيز（农学院- 1966年） -埃及演员。
- 叶海亚·马什哈德 -يحيى المشد （工程学院- 1952年） -埃及核科学家。
- 扎希·哈瓦斯زاهي حواس（艺术学院- 1967年）前埃及考古学家和文物部长和最高国务委员会的负责人。
- 哈利勒·瓦齐尔خليل الوزير 阿布杰哈德组织أبو جهاد成员，巴勒斯坦领导人和社会活动家。
- 阿卜杜勒·阿齐兹·兰提西عبد العزيز الرنتيسي（医学院- 1972年） -巴勒斯坦哈马斯运动的前领导人。
- 阿卜杜勒·瓦哈卜·麦斯利عبد الوهاب المسيري（艺术学院- 1959年） -世界知名思想家

## 外部連結
- Alexandria University official website*（页面存档备份，存于）
- Human Rights Watch: The Repression of Academic Freedom in Egyptian Universities（页面存档备份，存于）

31°12′07″N 29°54′19″E / 31.20194°N 29.90528°E